# Rupia maldívia
O rufiyaa das Maldivas ( em divehi:  ދިވެހި ރުފިޔާ  ; sinal : Rf ou .ރ  ; código : MVR ) é a moeda das Maldivas . A emissão da moeda é controlada pela Autoridade Monetária das Maldivas (MMA). Os símbolos mais usados para o rufiyaa são MRF e Rf. O código ISO 4217 para rufiyaa das Maldivas é MVR. O rufiyaa é subdividido em 100 laari .
O nome "rufiyaa" é derivado do sânscrito रूप्य ( rūpya, prata forjada ). O ponto médio da taxa de câmbio é de 12,85 rufiyaa por dólar americano e a taxa pode flutuar dentro de uma faixa de ± 20%, ou seja, entre 10,28 rufiyaa e 15,42 rufiyaa em 10 de abril de 2011.

## História
A forma mais antiga de moeda usada nas Maldivas eram as conchas de cauri (Cypraea moneta) e relatos históricos de viajantes indicam que elas eram negociadas dessa maneira mesmo durante o século XIII. Ainda em 1344, Ibn Battuta observou que mais de 40 navios carregados com conchas de cauri eram exportados a cada ano. Um único dinar de ouro valia 400.000 conchas.
Ao longo do século XIX e início do século XX, moedas de bronze foram emitidas denominadas em laari. O sultão Mohamed Imaadhudheen IV (1900–1904) introduziu o que os historiadores acreditam ser as primeiras moedas cunhadas à máquina, julgando a qualidade superior das gravações. Seu sucessor, o sultão Mohamed Shamshudeen III (1904–1935), fez a última dessas moedas, denominações de 1 e 4 laari, que foram cunhadas no Reino Unido pela Heaton's Mint, Birmingham, Inglaterra, em 1913.
Após o fim da produção de moedas especificamente para as Maldivas, o sultanato passou a usar a rupia do Ceilão. Isso foi complementado em 1947 por emissões de notas denominadas em rufiyaa, de valor igual à rupia. Em 1960, moedas denominadas em laari, agora valendo um centésimo da rufiyaa, foram introduzidas.
Em 1990, o código formal ISO 4217 foi alterado de MVQ (rúpia maldiva) para MVR (rufiyaa). Definição do padrão ISO 4217.
| 2015 – série 17 ("Ran Dhihafaheh") | 2015 – série 17 ("Ran Dhihafaheh") | 2015 – série 17 ("Ran Dhihafaheh") | 2015 – série 17 ("Ran Dhihafaheh") | 2015 – série 17 ("Ran Dhihafaheh") | 2015 – série 17 ("Ran Dhihafaheh") | 2015 – série 17 ("Ran Dhihafaheh")                              | 2015 – série 17 ("Ran Dhihafaheh") |
| Imagem                             | Imagem                             | Valor                              | Cor Principal                      | Dimensões                          | Descrição | Descrição                                                       | Data de emissão                    |
| Anverso                            | Marcha ré                          | Valor                              | Cor Principal                      | Dimensões                          | Anverso | Marcha ré                                                       | Data de emissão                    |
| ---------------------------------- | ---------------------------------- | ---------------------------------- | ---------------------------------- | ---------------------------------- | --- | --------------------------------------------------------------- | ---------------------------------- |
|                                    |                                    | 5 rf                               | Cinza e vermelho                   | 70 milímetros × 150 milímetros     | Jogadores de futebol; peixe; dançarinos | Concha                                                          | 2017                               |
|                                    |                                    | 10 rf                              | Amarelo marrom                     | 70 milímetros × 150 milímetros     | Homens e mulheres tocando bateria tradicional; Toddy tapper | Tambor tradicional das Maldivas                                 | 2015                               |
|                                    |                                    | 20 rf                              | Rosa-violeta                       | 70 milímetros × 150 milímetros     | Avião a jato decolando do Aeroporto Internacional Ibrahim Nasir; Atum pescador e skipjack; carapau ( Cyprea moneta )                                                     | Dhoni                                                           | 2015                               |
|                                    |                                    | 50 rf                              | Verde                              | 70 milímetros × 150 milímetros     | Homens puxando barcos da praia para a água; Menino sentado recitando o Alcorão                                                                                           | Minarete da mesquita de sexta - feira ( Hukuru Miskiy )         | 2015                               |
|                                    |                                    | 100 rf                             | Vermelho                           | 70 milímetros × 150 milímetros     | Grupo de moradores locais em trajes tradicionais; mulher sentada, vestindo trajes tradicionais ( Libaas ), trabalhando na linha do decote ( Hiru ) de vestido semelhante | As primeiras escrituras de Dhivehi ( Dambidū Lōmāfānu )         | 2015                               |
|                                    |                                    | 500 rf                             | laranja                            | 70 milímetros × 150 milímetros     | Mulher produzindo ekels ( Iloshi ), tradicionalmente usada para vassouras ( Iloshi fathii ); artesão, escultura, madeira, usando, malho, e, formão                       | Mão tradicional esculpida vaso com detalhes de trabalho de laca | 2015                               |
|                                    |                                    | 1000 rf                            | Azul                               | 70 milímetros × 150 milímetros     | Raias manta ( Manta alfredi ), tartaruga verde ( Chelonia mydas ) | Tubarão-baleia ( Rhincodon typus )                              | 2015                               |